# Die beiden Freundinnen und ihr Giftmord
Die beiden Freundinnen und ihr Giftmord ist eine Erzählung des deutschen Schriftstellers Alfred Döblin. Der Bericht erschien 1924 im Sammelband Außenseiter der Gesellschaft. Die Verbrechen der Gegenwart und beruht auf einem historischen Kriminalfall, der 1923 großes Aufsehen erregte. Der Autor setzt sich literarisch mit der Vorgeschichte des Giftmordes auseinander, beschreibt die Entwicklung der jungen und lebenslustigen Elli Link zur Giftmörderin, ihre Ehe mit einem gewalttätigen Mann, die Freundschaft zu Margarete Bende, aus der sich schließlich ein lesbisches Liebesverhältnis entwickelt und den Entschluss der beiden Freundinnen, ihre Ehemänner mit Gift zu beseitigen.

## Entstehung
Döblin verfügte über Abschriften der Anklageschrift, Gutachten der Sachverständigen und Briefe der Täterinnen. Daneben griff er auf Zeitungsberichte, die ausführlich über den Fall berichtet hatten, sowie Artikel aus Fachzeitschriften zurück. Die im Epilog gemachten Angaben, dass er mit Beteiligten und sogar einer der Frauen Kontakt aufnahm, lassen sich weder bestätigen noch wirklich verneinen. Er vermischt Faktionalität und Fiktionalität, indem er das ihm vorliegende Aktenmaterial mit fiktiven Szenen ergänzt. Den literarischen Figuren werden authentische Briefzitate und Handschriftenproben des Falls Klein/Nebbe zugeschrieben, wobei fiktionales und non-fiktionales Material gleichberechtigt nebeneinander steht. Doch geht es ihm dabei weniger um die authentische Darstellung des realistischen Falles und eines Einzelschicksals, als vielmehr um die Betrachtung der Vorgeschichte und Entwicklung einer verbrecherischen Tat. Döblin thematisiert aber nicht nur die Vor- und Entstehungsgeschichte des Verbrechens, sondern auch das Strafverfahren gegen die beiden Verbrecherinnen, den Verlauf der Hauptverhandlung vor dem Schwurgericht, die Gutachten der Psychologen und Sexualwissenschaftler und die Schwierigkeiten bei der Urteilsfindung. Dabei greift er auch auf die zeitgenössischen kriminologischen, psychiatrischen und juristischen Fachdiskurse zurück, die herangezogen wurden, um weibliche Kriminalität zu erklären und auch das Klischee der typisch weiblichen Giftmörderin wesentlich beeinflussten.

## Inhalt
Die als hübsch und blond beschriebene Elli kommt als 19-Jährige von Braunschweig nach Berlin und verliebt sich dort in den älteren Tischler Link. Zwei Jahre später ist das Paar verheiratet. Kurz darauf entpuppt sich ihr Ehemann Karl als brutaler Schläger. Nachdem sie mehrmals von ihm misshandelt wurde, geht sie zu ihren Eltern nach Braunschweig. Erst nach einem zweiwöchigen Aufenthalt kehrt sie zu Link zurück, doch diese Rückkehr erweist sich als grober Fehler, denn die Streitigkeiten haben nicht nachgelassen. Karl und Elli ziehen in eine neue Wohnung. Im Jagdheim treffen sie auf den Eisenbahnschaffner Bende und dessen Gattin Margarete, genannt Gretchen. Aus der anfänglichen Unterstützung für Elli entwickelt sich im Laufe der Geschichte eine Beziehung, die schließlich im gegenseitigen Versprechen, ihre Ehemänner mit Arsen zu vergiften, endet.
Im Epilog setzt sich der Autor kritisch mit den Entstehungsgründen der Tat auseinander und zieht dabei die Konsequenz, dass es unmöglich sei, die Ereignisse wirklich zu verstehen; über die wahren Beweggründe der Tat können keine allgemeingültigen Aussagen gemacht werden. Auch Sprache ist nicht in der Lage, die Geschehnisse und inneren Vorgänge der beteiligten Personen objektiv-wahrhaft abzubilden und die Vielschichtigkeit und Komplexität psychischer Prozesse in ihrer Kausalität zu erfassen. So hält Döblin im Epilog seine Intention des Niederschreibens der Erzählung fest: „Die Schwierigkeiten des Falls wollte ich zeigen, den Eindruck verwischen, als verstünde man alles oder das meiste an solchem massiven Stück Leben. Wir verstehen es, in einer bestimmten Ebene.“ Damit stellt er nicht nur sein eigenes Erzählmodell in Frage, sondern relativiert auch wissenschaftliche Erkenntnis- und Wahrheitsansprüche, da menschliches Handeln zu komplex ist, um es adäquat analysieren zu können.

## Historischer Hintergrund
Vor dem Schwurgericht des Landesgerichts Berlin wurde der Fall Klein/Nebbe verhandelt. Die Tatverdächtige Ella Klein soll ihren Ehemann Willi Klein am 1. April 1922 mit Arsen vergiftet haben. Ihre Partnerin Margarete Nebbe wurde wegen Mittäterschaft angeklagt. Der Prozess entwickelte sich unter medialer Begleitung zu einer lokalen Sensation. Nach fast ein Jahr andauernden Ermittlungen wurde am 16. März 1923 die Haupttäterin Ella Klein wegen Totschlags zu vier Jahren Gefängnis, ihre Mittäterin zu anderthalb Jahren Zuchthaus verurteilt und die wegen Mitwisserschaft angeklagte Mutter Nebbes freigesprochen.

## Rezeption
Der österreichische Regisseur Axel Corti verfilmte 1978 die Erzählung Döblins.

### Textausgaben
- Alfred Döblin: Die beiden Freundinnen und ihr Giftmord. In Außenseiter der Gesellschaft. Band 1. Die Schmiede, Berlin 1924.
- Alfred Döblin: Die beiden Freundinnen und ihr Giftmord. (= Bibliothek Suhrkamp. Band 289). Frankfurt am Main 1971.
- Alfred Döblin: Die beiden Freundinnen und ihr Giftmord. Rowohlt, Hamburg 1978, ISBN 3-499-14285-6.
- Alfred Döblin: Die beiden Freundinnen und ihr Giftmord. Artemis & Winkler, Düsseldorf / Zürich 2001, ISBN 3-538-06331-1.
- Alfred Döblin: Die beiden Freundinnen und ihr Giftmord. S. Fischer, Frankfurt am Main 2013, ISBN 978-3-596-90463-1.

### Hörbücher
- Die beiden Freundinnen und ihr Giftmord. Patmos Verlagshaus, Düsseldorf 2007, ISBN 978-3-491-91232-8. (Interpret: Dieter Mann)

### Sekundärliteratur
- Ute Karlavaris-Bremer: Außenseiterinnen der Gesellschaft. Alfred Döblins Erzählung „Die beiden Freundinnen und ihr Giftmord“ aus interdisziplinärer Perspektive. In: Sabina Becker (Hrsg.): Internationales Alfred-Döblin-Kolloquium. Emmendingen 2007: „Tatsachenphantasie“. Alfred Döblins Poetik des Wissens im Kontext der Moderne. ISBN 978-3-03911-626-3, S. 265–278.
- Manfred Maiwald: Die beiden Freundinnen und ihr Giftmord. Juristische Betrachtungen zu einem literarischen Prozeßbericht. In: Ulrich Mölk (Hrsg.): Literatur und Recht. Literarische Rechtsfälle von der Antike bis in die Gegenwart. Wallstein, Göttingen 1996, ISBN 3-89244-215-0, S. 370–382.
- Walter Müller-Seidel: Alfred Döblin: Die beiden Freundinnen und ihr Giftmord: In: Ulrich Mölk (Hrsg.): Literatur und Recht. Literarische Rechtsfälle von der Antike bis in die Gegenwart. Wallstein, Göttingen 1996, ISBN 3-89244-215-0, S. 356–369.